# 235999 Bucciantini
235999 Bucciantini este un asteroid din centura principală de asteroizi.

## Descriere
235999 Bucciantini este un asteroid din centura principală de asteroizi. A fost descoperit pe 4 aprilie 2005 la San Marcello Pistoiese de Luciano Tesi și Giancarlo Fagioli. Asteroidul prezintă o orbită caracterizată de o semiaxă mare de 3,08 ua, o excentricitate de 0,08 și o înclinație de 9,1° în raport cu ecliptica.